# Chishō Takaoka
Chishō Takaoka (高 岡 智 22 tháng 4 năm 1896 - 22 tháng 10 năm 1994) là một geisha ở Shinbashi, sau trở thành một ni cô danh tiếng. Nghệ danh của bà là Chiyoha (千代葉) hoặc Teruha (照葉), trong khi tên thật của là Tatsuko Takaoka (高岡たつ子). Bà trở nên nổi tiếng vì vẻ đẹp rạng ngời, và vì chặt một trong những ngón tay để tỏ lòng thành của mình với người yêu. Bà là một geisha nổi tiếng trong các tấm bưu thiếp và được cả thế giới biết đến với cái tên "Geisha chín ngón". Bà là nguồn cảm hứng để nhà văn Jakucho Setouchi viết nên tiểu thuyết của mình - Jotoku.

## Tiểu sử

### Thời thơ ấu ở Osaka
Chishō sinh năm 1896 tại tỉnh Nara, nhưng thông báo khai sinh của bà đã được đăng ký tại thành phố Osaka bởi cha mẹ cô. Cha cô là một người nghiện rượu, làm nghề thợ rèn. Khi Chishou lên hai tuổi, mẹ cô, Oda Tsuru, qua đời. Tuy nhiên, có một giả thuyết khác cho rằng Tsuru đã bỏ nhà ra đi. Cô được bà ngoại nuôi dưỡng một cách yêu thương, và khi cô bảy tuổi, cô làm việc trong quán trà của dì mình như một người bồi bàn. Năm 12 tuổi, cha cô đã nói dối bà, và bán bà làm nô lệ, gửi gửi đến Oume Tsujii, người bảo của Onoe Kikugorō V. [3] Năm 14 tuổi, khi được nhận 250 yên tiền chuẩn bị việc làm, cô trở thành con gái nuôi của Kagaya (Kashi zashiki), [4]và ra mắt với nghệ danh là Muffoha. Vẻ đẹp khác thường của cô đã giúp cô trở nên nổi tiếng, và mizuage của cô đã được mua bởi một chủ tịch của một giao dịch trao đổi chứng khoán Ōsaka.